# New Orleans Saints 2011
La stagione 2011 dei New Orleans Saints è stata la 45ª della franchigia nella National Football League. Durante la settimana 16, Drew Brees superò il record NFL di yard passate in una stagione stabilito da Dan Marino. Brees concluse con 5.476 yard passate. La squadra stabilì anche il primato di yard guadagnate dalla linea di scrimmage con 7,474 e Darren Sproles superò il record per yard totali, con 2.696. I Saints chiusero secondi sia in punti segnati con 547 che in sack con 24.
I Saints migliorarono il record di 11-5 della stagione precedente e vinsero il titolo di division della NFC South con un record di 13–3, rimanendo imbattuti in casa. Nei playoff batterono in casa i Detroit Lions ma persero la settimana successiva contro i 49ers con un touchdown all'ultimo minuto.

## Scelte nel Draft 2011
| Scelte dei Saints nel Draft 2011 |        |                |       |            |
| Giro                             | Scelta | Giocatore      | Ruolo | College    |
| 1                                | 24     | Cameron Jordan | DE    | California |
| 1                                | 28     | Mark Ingram    | RB    | Alabama    |
| 3                                | 72     | Martez Wilson  | LB    | Illinois   |
| 3                                | 88     | Johnny Patrick | CB    | Louisville |
| 7                                | 226    | Greg Romeus    | DE    | Pittsburgh |
| 7                                | 243    | Nate Bussey    | LB    | Illinois   |

## Roster
| Roster dei New Orleans Saints nel 2011 |
| --- |
| Quarterback - 9 Drew Brees - 10 Chase Daniel Running Back - 45 Jed Collins FB - 35 Korey Hall FB - 29 Chris Ivory - 43 Darren Sproles RS - 23 Pierre Thomas Wide Receiver - 87 Adrian Arrington - 12 Marques Colston - 19 Devery Henderson - 17 Robert Meachem - 16 Lance Moore - 15 Courtney Roby Tight End - 89 John Gilmore - 80 Jimmy Graham - 81 Michael Higgins - 84 Tory Humphrey Offensive Linemen - 74 Jermon Bushrod T - 60 Brian de la Puente C - 73 Jahri Evans G - 76 Pat McQuistan T - 77 Carl Nicks G - 70 Eric Olsen C/G - 64 Zach Strief T - 65 Matt Tennant C Defensive Linemen - 97 Jeff Charleston DE - 98 Sedrick Ellis DT - 99 Aubrayo Franklin DT - 93 Junior Galette DE - 96 Tom Johnson DT - 94 Cameron Jordan DE/DT - 90 Turk McBride DE - 92 Shaun Rogers DT - 91 Will Smith DE Linebacker - 59 Nate Bussey OLB - 52 Jonathan Casillas OLB - 56 Jo-Lonn Dunbar MLB - 53 Ramon Humber MLB - 58 Scott Shanle OLB - 51 Jonathan Vilma MLB - 95 Martez Wilson OLB Defensive Back - 42 Isa Abdul-Quddus FS - 40 Jonathon Amaya SS - 33 Jabari Greer CB - 41 Roman Harper SS - 27 Malcolm Jenkins FS - 32 Johnny Patrick CB - 22 Tracy Porter CB - 21 Patrick Robinson CB - 24 Leigh Torrence CB Special Team - 47 Justin Drescher LS - 2 John Kasay K - 6 Thomas Morstead P Lista delle riserve - 71 Charles Brown OT (IR) - 62 Ezra Butler OLB (IR) - 5 Garrett Hartley K (IR) - 54 Will Herring OLB (IR) - 66 Jeremiah Hunter OLB (IR) - 28 Mark Ingram RB (IR) - 13 Joe Morgan WR (IR) - 79 Greg Romeus DE (NF-Inj.) - 85 David Thomas TE/FB (IR) Squadra di allenamento - -- Darry Beckwith MLB - -- Daniel Hardy TE - 75 Mitch King DT - -- Kamaal McIlwain CB - 14 Andy Tanner WR - 36 Chris Taylor RB - -- Phil Trautwein OT - 72 Fenuki Tupou G |
| Legenda - I rookie sono in corsivo. - Il primo ruolo è il principale mentre gli eventuali successivi indicano i ruoli secondari. - (IR) sta per Injured Reserve ed indica la lista ristretta per un solo giocatore infortunato che può tornare ad allenarsi dopo la settimana 6 e a rientrare in prima squadra dopo che questa ha giocato 8 partite. - (NF-Inj.) / (NF-Ill.) stanno rispettivamente per Non-Football Injured e Non-Football Illness ed indicano le liste dove viene inserito un giocatore che ha un infortunio o una malattia non dipendente dal football americano. - (PUP) sta per Physically Unable to Perform ed indica la lista dove viene inserito un giocatore mentre è in attesa di recuperare la condizione fisica. Nella stagione regolare dopo la sesta partita giocata dalla propria squadra, il giocatore ha tempo tre settimane per riprendere ad allenarsi, più tre settimane aggiuntive dal suo rientro agli allenamenti per rientrare in prima squadra. |

## Calendario
| Stagione regolare |                         |                    |                    |                         |                    |                    |
| Turno             | Avversario              | Punteggio          | Record             | Stadio                  |                    |                    |
| 1                 | at Green Bay Packers    | S 34–42            | 0–1                | Lambeau Field           |                    |                    |
| 2                 | Chicago Bears           | V 30–13            | 1–1                | Louisiana Superdome     |                    |                    |
| 3                 | Houston Texans          | V 40–33            | 2–1                | Louisiana Superdome     |                    |                    |
| 4                 | at Jacksonville Jaguars | V 23–10            | 3–1                | EverBank Field          |                    |                    |
| 5                 | at Carolina Panthers    | V 30–27            | 4–1                | Bank of America Stadium |                    |                    |
| 6                 | at Tampa Bay Buccaneers | S 20–26            | 4–2                | Raymond James Stadium   |                    |                    |
| 7                 | Indianapolis Colts      | V 62–7             | 5–2                | Mercedes-Benz Superdome |                    |                    |
| 8                 | at St. Louis Rams       | S 21–31            | 5–3                | Edward Jones Dome       |                    |                    |
| 9                 | Tampa Bay Buccaneers    | V 27–16            | 6–3                | Mercedes-Benz Superdome |                    |                    |
| 10                | at Atlanta Falcons      | V 26–23 (DTS)      | 7–3                | Georgia Dome            |                    |                    |
| 11                | Settimana di pausa      | Settimana di pausa | Settimana di pausa | Settimana di pausa      | Settimana di pausa | Settimana di pausa |
| 12                | New York Giants         | V 49–24            | 8–3                | Mercedes-Benz Superdome |                    |                    |
| 13                | Detroit Lions           | V 31–17            | 9–3                | Mercedes-Benz Superdome |                    |                    |
| 14                | at Tennessee Titans     | V 22–17            | 10–3               | LP Field                |                    |                    |
| 15                | at Minnesota Vikings    | V 42–20            | 11–3               | Mall of America Field   |                    |                    |
| 16                | Atlanta Falcons         | V 45–16            | 12–3               | Mercedes-Benz Superdome |                    |                    |
| 17                | Carolina Panthers       | V 45–17            | 13–3               | Mercedes-Benz Superdome |                    |                    |

Nota: gli avversari della propria division sono in grassetto

### Playoff
| Playoff    |                 |                            |           |           |                         |         |
| Turno      | Data            | Avversario (seed)          | Risultato | Risultato | Game site               | Sintesi |
| Turno      | Data            | Avversario (seed)          | Punteggio | Record    | Game site               | Sintesi |
| Wild Card  | 7 gennaio 2012  | Detroit Lions (6)          | V 45–28   | 1–0       | Mercedes-Benz Superdome | Recap   |
| Divisional | 14 gennaio 2012 | at San Francisco 49ers (2) | S 32–36   | 1–1       | Candlestick Park        | Recap   |

## Classifiche
| NFC South              |    |    |   |      |     |      |     |     |     |
|                        | V  | S  | P | %    | DIV | CONF | PF  | PS  | STR |
| (3) New Orleans Saints | 13 | 3  | 0 | .813 | 5–1 | 9–3  | 547 | 339 | V8  |
| (5) Atlanta Falcons    | 10 | 6  | 0 | .625 | 3–3 | 7–5  | 402 | 350 | V1  |
| Carolina Panthers      | 6  | 10 | 0 | .375 | 2–4 | 3–9  | 406 | 427 | S1  |
| Tampa Bay Buccaneers   | 4  | 12 | 0 | .250 | 2–4 | 3–9  | 307 | 494 | S10 |

## Premi
- Drew Brees:

giocatore offensivo dell'anno